# Micronimba
Genre
Micronimba est un genre d'opilions laniatores de la famille des Pyramidopidae.

## Distribution
Les espèces de ce genre sont endémiques de Côte d'Ivoire.

## Liste des espèces
Selon World Catalogue of Opiliones (24/06/2021) :
- Micronimba bicurvata Roewer, 1953
- Micronimba concolor Roewer, 1953
- Micronimba femoralis Roewer, 1958
- Micronimba pulchella Roewer, 1958

## Publication originale
- Roewer, 1953 : « Opiliones aus Französisch-Westafrika, gesammelt durch Herrn Dr. A. Villiers. » Bulletin de l'Institut Français d'Afrique Noire, vol. 15, p. 610–630.